# توم فيني
توماس توم فيني (بالإنجليزية: Tom Finney)‏ (5 أبريل 1922 – 14 فبراير 2014) هو لاعب كرة قدم إنجليزي وأحد اللاعبين الذين لم يلعبوا إلا في فريق واحد طوال مسيرتهم وهو بريستون نورث ايند.

## مسيرته الكروية
لعب توم فيني خلال مسيرته الاحترافية مع نادِ واحدٍ في أربعة عشر موسمًا وسجل خلالها 187 هدف ضمن 433 مباراة. ولم يفز بأي موسم بالكأس أو بالدوري.
خاض توم فيني مسيرته مع نادي بريستون نورث إيند في موسم 1946–47 ليلعب معه أربعة عشر موسمًا، مشاركًا في 433 مباراة سجل خلالها 187 هدف.

## روابط خارجية
- توم فيني على موقع IMDb (الإنجليزية)

- توم فيني على موقع الاتحاد الدولي (مؤرشف)  (الإنجليزية)
- توم فيني على موقع قاعدة بيانات كرة القدم.إي يو (الإنجليزية)
- توم فيني على موقع ناشيونال فوتبول تيمز (الإنجليزية)